# Klaus Schulz
Klaus Schulz (26 maggio 1936) è un ex cestista tedesco.

## Carriera
Con la Germania Ovest ha disputato tre edizioni dei campionati europei (1957, 1961, 1965).